# Ушмаль
Ушмаль (исп. Uxmal) — руины крупного города майя на северо-западе полуострова Юкатан, на территории современного мексиканского штата Юкатан, в 68 км южнее города Мерида.
Ушмаль считается одним из самых важных археологических памятников культуры майя, наряду с Паленке, Чичен-Ицей и Калакмулем в Мексике, Караколем и Шунантуничем в Белизе, и Тикалем в Гватемале. Он был включен в список Всемирного наследия ЮНЕСКО в 1996 году.
Ушмаль считается одним из городов майя, с наиболее характерным архитектурным стилем региона. Здания города известны своими размерами и отделкой. Древние дороги, называемые сакбами, соединяют здания и связывают с другими городами этого района. Здания типичны для стиля пуук. Они имеют гладкие низкие стены, украшенные фризами, типичными для хижин майя. Некоторые здания, как например, «Пирамида волшебника» и Дворец правителя, используют рельеф местности, чтобы возвыситься над другими строениями.

## Общие сведения
Название Ушмаль происходит от «ox-mal», что на языке майя означает «трижды» (возможно, имеются в виду три периода существования города — то есть после основания были ещё два воссоздания).
Вместе с находящимися рядом церемониальным комплексом Лабна и дворцовым комплексом Сайиль объявлен в 1996 г. памятником Всемирного наследия ЮНЕСКО.
Является образцом архитектуры стиля пуук.

## История
Город основан в день 10.9.0.0.0, 2 Ахау 13 Мак (7 августа 1007), основатель Ах Суйток Тутуль Шив (кроме того, есть версии о ещё двух, более древних основаниях).
Один из культурных и политических центров древних майя на полуострове Юкатан (Мексика). Время основания и древнейшая история Ушмаля пока неизвестны. В конце X в. н. э. Ушмаль был захвачен племенем тутуль-шив, связанным с тольтеками. В XIII—XV вв. Ушмаль вёл междоусобные войны с Майяпаном и Чичен-Ицей за политическое владычество на Юкатане. Точная хронология этих событий неясна из-за противоречий в источниках, но, вероятно, в начале XIII в. н. э. Ушмаль был разгромлен войсками Майяпана. Тутуль-шив перенёс свою столицу в г. Мани. Войны закончились падением Майяпана в 1441 г. Когда город увидели испанцы, он уже давно находился в запустении.
Учёные предполагают, что в городе жило до 25 000 человек. По стилистическим чертам сохранившихся до сегодняшнего времени здания можно отнести к промежутку от 700 до 1000 годов нашей эры.
Характерными для Ушмаля являются большие, квадратные площади, по краям которых находятся здания в классическом стиле пуук, а также встречающийся только здесь его поздний вариант.

## Исследование
Хотя местные жители всегда знали о древних развалинах, первыми для европейской науки их обнаружили и описали два неутомимых путешественника и открывателя цивилизации майя — английский художник и археолог Фредерик Кезервуд и американский юрист и дипломат Джон Ллойд Стефенс. В 1840 году, после исследования Копана и Паленке, они осмотрели развалины Ушмаля, который произвел на них неизгладимое впечатление. В 1841 году в Нью-Йорке вышла книга Стивенса, иллюстрированная рисунками Казервуда, в которой описание Ушмаля, его сооружений и храмов занимало видное место.
Позднее развалины Ушмаля, делящиеся на 6 групп, неоднократно исследовались (с XIX в.) археологами США и Мексики (Дж. Стивенс, У. Холмс, К. Рупперт, А. Рус, Х. Акоста, С. Саэнс и др.).

## Достопримечательности
К настоящему времени проведена частичная реставрация зданий.
Среди многочисленных памятников монументальной архитектуры наиболее значительны:
- «Дворец правителя» — одно из красивейших зданий, богато украшенное скульптурой и мозаичным фризом из 20 тыс. отдельных пластин
- «Пирамида Волшебника» или «Замок Карлика»[4]. На вершине пирамиды, на высоте 38 метров, расположен храм. Пирамида овальная в плане и напоминает нынешние жилища майя.
- «Голубятня»
- «Женский монастырь» — комплекс из 4 зданий, окружающих внутренний двор, с аркой на южной стороне
- «Дом черепах»

За «Дворцом правителя» находятся другие пирамиды, частично расчищенные или полностью скрытые под слоем глинистого грунта.

## Разрушение
Учёными было выявлено, что на стенах зданий ушмаля живут в большом количестве фототрофы, такие, как Xenococcus, вызывающие процесс эрозии. Также разрушение стен вызывают бактерии Gloeocapsa и Synechocystis, чьи популяции тоже очень крупны, а помещения с низкой освещённостью являются местом обитания цианобактерий.